# Shūji Terayama
Shūji Terayama (寺山 修司, Terayama Shūji) (né le 10 décembre 1935 à Hirosaki et mort le 4 mai 1983  à Tokyo) est un poète, écrivain, dramaturge, chroniqueur sportif (spécialisé dans la boxe et le turf), photographe, scénariste et réalisateur japonais.
Durant sa courte vie, il a publié plus de deux cents livres et réalisé environ vingt films (courts et longs métrages confondus).
Ses œuvres, souvent expérimentales et crues, témoignent d'un engagement artistique aux influences multiples, d'Antonin Artaud ou Bertolt Brecht à Federico Fellini et Lautréamont. En Europe et aux États-Unis il est essentiellement connu pour son cinéma, tandis qu'au Japon il est plutôt considéré comme un poète et un dramaturge.

## Biographie

### Une enfance tourmentée
Shūji Terayama, fils unique de Hachiro et Hatsu Terayama, naît le 10 décembre 1935 à Hirosaki, dans la préfecture d'Aomori, au nord du Japon. Sa naissance est un premier défi à l'administration japonaise : lui qui dira vouloir tout oublier et renaître à chaque nouveau film qu'il réalise, sera inscrit à l'état civil avec un an de retard, le 10 décembre 1936.
Le père de Shūji Terayama, officier de police, est bientôt appelé à combattre dans l'armée impériale. Il survit à la guerre, mais meurt de dysenterie en Indonésie un mois après la reddition, en septembre 1945. C'est le début d'une période dramatique pour le jeune Shūji, alors âgé de 10 ans : sa mère l'abandonne pour travailler dans une base militaire américaine. Il erre, seul, dans sa ville natale en ruine. Mais un parent éloigné (le frère de son grand-père) le recueille et l'emmène vivre avec lui à Misawa, une ville voisine d'Hirosaki. Son tuteur est propriétaire d'un cinéma et Shūji, qui se découvre alors une passion pour le septième art, dévore les films occidentaux (il dira qu'il pouvait regarder jusqu'à 6 films par jour et dormait souvent dans le cinéma), qui commencent, sous l'occupation américaine, à déferler au Japon.
Au lycée, il fonde plusieurs revues littéraires dans lesquelles il publie ses premiers poèmes, des haïku (poèmes de 17 syllabes) et des tanka (poèmes de 31 syllabes). Son talent littéraire lui vaut une reconnaissance précoce : il remporte en 1954 le prix Poésie nouvelle du magazine Tanka Kenkyu (son travail sur les tanka a si bien marqué la littérature japonaise qu'un prix Terayama Shūji pour les tanka – Terayama Shūji Tanka Sho – récompense les meilleurs auteurs depuis 1996). Cette même année 1954, il est admis à la prestigieuse université Waseda et apprend la boxe. Mais sa scolarité tourne court, une virulente néphrite le condamne à l'hôpital pour trois longues années. La maladie ne l'empêche pas d'écrire
ni de lire. Il découvre la littérature européenne, en particulier celle d'Antonin Artaud et Les Chants de Maldoror de Lautréamont, dont le lyrisme sulfureux le bouleverse durablement.

### Le vivier artistique de Tokyo
En 1959, guéri, Shūji Terayama quitte sa région natale pour Tokyo où il mène une vie de bohème dans le quartier interlope de Shinjuku. Il trouve dans ce monde flottant un emploi de caissier dans une maison de jeu, un travail qui lui laisse du temps libre pour ses activités artistiques.
Ces premières années à Tokyo sont très fertiles, aussi bien sur le plan humain qu'artistique. Terayama est instantanément immergé dans le microcosme artistique de Tokyo, il y fait de nombreuses rencontres, dont les maîtres du butō et la productrice Eiko Kujo, avec laquelle il se marie en 1960. Son travail d'écrivain ne se limite plus à la poésie, il commence à rédiger des commentaires sportifs sur la boxe, publie une première pièce de théâtre, Chi wa tattamama nemuru (Le sang dort debout, 1960) sur le traité de sécurité nippo-américain, écrit des pièces pour la radio... C'est aussi à ce moment qu'il commence à travailler pour le cinéma, en réalisant un court-métrage expérimental, Neko gaku (L'étude des chats) en 1960, et surtout en écrivant les premiers scénarios du jeune et brillant réalisateur Masahiro Shinoda (il est l'auteur des scénarios de quatre de ses premiers films entre 1960 et 1962, et du scénario de Buraikan en 1970).
Son travail de scénariste est récompensé en 1964 par le Grand Prix Italia, pour la pièce radiophonique Yamamba (La sorcière de la montagne). Il obtiendra ce prix une seconde fois l'année suivante pour Kometo Ikeya
(La comète Ikeya). Le livre de poème Den'en ni shisu (Cache-cache pastoral), qu'il publie la même année lui servira de scénario pour un film homonyme en 1974. Mais son travail littéraire du moment ne se résume pas à l'écriture de scénarios : il signe en 1965 son premier roman, Aa koya (c'est la seule de ses œuvres littéraires traduite 
et publiée en français, sous le titre Devant mes yeux le désert...).

### Tenjō Sajiki, un laboratoire de théâtre et de cinéma
En 1966, Shūji Terayama forme une compagnie de théâtre, qu'il appelle Tenjō Sajiki (天井桟敷) en référence au film Les Enfants du paradis de Marcel Carné, avec sa femme Eiko Kujo, le peintre et designer Tadanori Yokoo, le réalisateur Kaizo Hayashi, le dramaturge Yutaka Higashi et quelques autres artistes. Cette troupe lui permet notamment de mettre en œuvre ses idées sur les rapports entre la liberté, la mémoire et la création artistique, en se livrant à de nombreuses expérimentation sur le théâtre et en réalisant des projets plus ambitieux pour le cinéma. Elle lui donne aussi l'opportunité de faire connaître son travail hors du Japon. Dès 1969, le Tenjo Sajiki effectuera de nombreuses représentations en Europe et aux États-Unis.
Voici un résumé de son agenda théâtral hors du Japon de 1969 à 1973, qui permet d'illustrer la vivacité de ces échanges et de sa créativité durant cette période :
- En 1969 il joue Inugami (Le Chien Dieu) et La Marie vison à Francfort.
- En 1970, il obtient une subvention pour présenter une pièce aux États-Unis. Il monte La Marie Vison au théâtre La MaMa Experimental Theater Club de New York, avec des acteurs américains et une mise en scène très originale[5] (le public visite les acteurs dans des petites pièces séparées, et ne peut pas voir l'œuvre complète), c'est sa première rencontre avec le public américain.
- En 1971 il présente Jashumon et Jinriki hiroki solomo au Festival mondial de théâtre de Nancy et La Marie Vison au théâtre des Halles à Paris, et Jashumon encore au théâtre Mickery d'Amsterdam et à Belgrade.
- Il revient à Paris en 1972 pour présenter Hanafuda denki (mis en scène par Nicolas Bataille) au théâtre Pigalle, joue Hashire Melos (Court Melos) à la Spielstrasse de Munich et Ahen senso (La Guerre de l'opium) au théâtre Mickery d'Amsterdam.
- En 1973 il joue en Iran, aux Pays-Bas et en Pologne.

Malgré cet emploi du temps chargé, Shūji Terayama ne se restreint pas au théâtre. Il réalise en effet une vingtaine de films durant les années 1970, souvent reconnus voir primés dans les festivals de cinéma d'art et essai. Son premier long métrage, Jetons les livres, sortons dans la rue (1971), pourtant très provocateur (autant pour son contenu que sa forme), obtiendra le grand prix de la Mostra Internazionale del filme d'Autore à San Remo en 1972
. Sur le même thème (l'émancipation de la jeunesse) et réalisé en 1970 (version longue), avant d'être remonté en 1971 pour le public occidental en une version courte de 28 minutes, L'Empereur Tomato-Ketchup inspirera le groupe de musique punk français Bérurier Noir pour sa chanson du même nom, et donnera son nom à un album du groupe Stereolab. Son second long-métrage, Cache-cache pastoral (1974), aux accents très felliniens, sera en compétition officielle au Festival de Cannes de 1975 (et son court-métrage 16±1 sera présenté à la Quinzaine des réalisateurs la même année).
En 1976 il est membre du jury au Festival international du film de Berlin.
Shūji Terayama réalise ensuite deux films dans le cadre de coproductions franco-japonaises. Labyrinthe pastoral (1979) raconte l'initiation à la vie d'un jeune garçon naïf, qui traverse la campagne japonaise et ses propres fantasmes à la recherche des paroles oubliées d'une comptine. Œuvre de commande pour Pierre Braunberger, le film ne dure que 40 minutes et est diffusé dans Collections Privées au côté de films de Just Jaeckin et de Walerian Borowczyk.
La seconde coproduction franco-japonaise sera un long métrage, à la distribution surprenante (Klaus Kinski y fréquente Arielle Dombasle dans un bordel de Shanghai) appelé Les Fruits de la passion (1981).
Terayama présente le spectacle Instructions aux domestiques au Théâtre national de Chaillot en 1982. Il réalise un dernier long métrage, Adieu l'arche — diffusé en 1984 et présenté en compétition au Festival Cannes de 1985 — durant les derniers mois de sa vie : il est atteint d'une cirrhose depuis 1979, et meurt en 1983 à l'âge de 47 ans. Le Tenjo Sajiki est dissous quelques semaines plus tard.

## Œuvre

### Filmographie complète

#### Longs métrages
- 1971 : Jetons les livres, sortons dans la rue (ja) (書を捨てよ町へ出よう, Sho o suteyo, machi e deyo?)
- 1971 : L'Empereur Jus de tomate (トマトケッチャップ皇帝, Tomato kecchappu kotei?) (version longue)
- 1974 : Cache-cache pastoral (田園に死す, Den'en ni shisu?)
- 1977 : Le Boxeur (ja) (ボクサー, Bokusa?)
- 1979 : Collections privées (プライベート・コレクション?), segment Le Labyrinthe d'herbes (草迷宮, Kusa meikyū?)
- 1981 : Les Fruits de la passion (上海異人娼館／チャイナ・ドール, Shanghai ijin shōkan - China doll?) aussi 支那人形 (Shanghai ningyo?), adapté en manga par Kazuo Kamimura
- 1984 : Adieu l'arche (さらば箱舟, Saraba hakobune?)

#### Courts métrages
- 1960 : L'Étude des chats ou Chattologie ((猫学, Neko gaku?)
- 1964 : La Cage (檻, Ori?)
- 1971 : La Guerre de caillou-feuille-ciseaux (ジャンケン戦争, Janken senso?)
- 1971 : L'Empereur Jus de tomate (トマトケッチャップ皇帝, Tomato kecchappu kotei?) (version courte)
- 1974 : Roller (ローラ, Rolla?)
- 1974 : 16±1 (蝶服記, Chofuku-ki?)
- 1974 : L'initiation des jeunes au cinéma (青少年のための映画入門, Seishonen no tame no eiga nyumon?)
- 1975 : Conte de la variole (疱瘡譚, Hoso-Tan?)
- 1975 : Conte du labyrinthe (迷宮譚, Meikyu-Tan?)
- 1975 : Le Procès (審判, Shinpan?)
- 1977 : La Gomme à effacer (消しゴム ou 消ゴム, Keshigomu?)
- 1977 : Les Chants de Maldoror (マルドロールの歌, Marudororu no uta?)
- 1977 : An Attempt to describe the one-inch man (一寸法師を記述する試み, Issunboshi o kijutsusuru kokoromi?)
- 1977 : Cinéma de l'ombre, une femme à deux têtes (二頭女−映画の影, Kage no eiga - nito onna?)
- 1977 : La Machine qui lit (書見機, Shoken-ki?)
- 1979 : Labyrinthe pastoral ou Le Labyrinthe d'herbes (草迷宮, Kusa-meikyu?) dans Collections privées

#### Vidéo
- 1982-1983 : Video Letters (avec Shuntarō Tanikawa)[11]

### Œuvre non cinématographique

#### Scénarios
Scénarios qu'il a écrit mais n'a pas tourné, liste partielle :
- 1960 : Le Lac desséché (乾いた湖, Kawaita mizuumi?), film réalisé par Masahiro Shinoda
- 1961 : Mon visage embrasé au soleil couchant (夕陽に赤い俺の顔, Yūhi ni akai ore no kao?), film réalisé par Masahiro Shinoda
- 1961 : L'Itinéraire de mon amour (わが恋の旅路, Waga koi no tabiji?), film réalisé par Masahiro Shinoda
- 1962 : Les Larmes sur la crinière du lion (涙を、獅子のたて髪に, Namida o shishi no tategami ni?), film réalisé par Masahiro Shinoda
- 1968 : Premier amour, version infernale (初恋・地獄篇, Hatsukoi jigokuhen?), film réalisé par Susumu Hani
- 1970 : Les Aventures de Buraikan (無頼漢, Buraikan?), film réalisé par Masahiro Shinoda
- 1978 : Un joueur de base-ball nommé Third (サード, Sādo?), film réalisé par Yōichi Higashi
- 1980 : Un conte d'Afrique (アフリカ物語, Afurika monogatari?), film réalisé par Susumu Hani

#### Littérature
Son seul livre traduit en français :
- Shūji Terayama (trad. Alains Colas, Yuriko Kaneda), Devant mes yeux le désert..., Paris, Calmann-Lévy, 1973, 296 p. (ISBN 2-7021-0829-6)

#### Théâtre
Liste partielle :
- 1967 : Marie Vison (毛皮のマリー, Kegawa no Marie?)
- 1968 : Jetons les livres, sortons dans la rue (書を捨てよ町へ出よう, Sho o suteyo machi e deyō?)
- 1969 : Le Crime du docteur Gali-gari (ガリガリ博士の犯罪, Gali-gari hakaze no hanzai?)
- 1970 : The Man-Powered Plane (人力飛行機ソロモン, Jinriki hikoki solomon?)
- 1971 : Jashūmon (邪宗門?)
- 1972 : Cours, Melos (走れメロス, Hashire Melos?)
- 1972 : La Guerre de l'opium (阿片戦争, Ahen sensō?)
- 1973 : Note pour un aveugle (盲人書簡, Mojin shokan?)
- 1975 : Knock
- 1975 : Journal de l'année de la peste (疫病流行記, Ekibyō ryūkō-ki?)
- 1976 : La Nef des fous (阿呆船, Aho-bune?)
- 1977 : Le Mandarin miraculeux (中国人の不思議な役人, Chūgoku-jin no fushigina yakunin?)
- 1978 : Instructions aux domestiques (奴婢訓, Nuhikun?)
- 1979 : Blue-Beard's Castle (青ひげ公の城, Aohige-ko no shiro?)
- 1979 : Lemmings - Take Me to the End of the World (レミング　世界の涯までつれてって, Lemmings - Sekai no hate made tsurettette?)

## Postérité
Le Musée commémoratif de Shūji Terayama à Aomori ouvre ses portes en 1997.